# Зарєччя (Желєзногорський район)
Зарєччя (рос. Заречье) — хутір в Желєзногорському районі Курської області Російської Федерації.
Населення становить 26 осіб. Входить до складу муніципального утворення Нижньождановська сільрада.

## Історія
Населений пункт розташований на території українського етнічного та культурного краю Східна Слобожанщина.
Від 2004 року входить до складу муніципального утворення Нижньождановська сільрада.

## Населення
| 1862 | 1979 | 2002 | 2010 |
| ---- | ---- | ---- | ---- |
| 24   | ↗75  | ↘19  | ↗26  |